# Petrus Christus
Petrus Christus (ok. 1410/1420 - 1475/1476) je bil staronizozemski slikar, aktiven v Bruggeu od leta 1444, kjer je po smrti Jana van Eycka skupaj s Hansom Memlingom postal vodilni slikar. Nanj sta vplivala van Eyck in Rogier van der Weyden, znan pa je po svojih inovacijah z linearno perspektivo in natančno tehniko, ki se zdi, kot da izhaja iz miniatur in iluminiranih rokopisov. Danes mu pripisujejo približno 30 del. Najbolj znana sta Portret kartuzijana (1446) in Portret mladenke (okoli 1470): obe sliki sta zelo inovativni pri predstavitvi slike v podrobnih, ne pa tudi z nedefiniranimi, nevtralnimi ozadji.
Christus je bil stoletja anonimna osebnost, njegov umetniški pomen je bil ugotovljen šele po raziskovalnem delu sodobnih umetnostnih zgodovinarjev. Giorgio Vasari ga v svoji knjigi biografij umetnikov iz 16. stoletja, komaj omenja, skoraj sodobni zapisi pa ga uvrščajo le med številne druge. V začetku do sredine 19. stoletja sta bila Gustav Waagen (ki ga je v francoskem slogu označil za Pierre Christophsen) in Johann David Passavant pomembna pri atribuiranju del in določanju biografskih podrobnosti.

## Življenje
Christus se je rodil v Baarleju blizu Antwerpna in Brede. Dolgo je veljal za vajenca in naslednika Jana van Eycka, njegove slike so včasih zamenjali s slikami van Eycka. Po smrti Van Eycka leta 1441 naj bi Christus prevzel delavnico svojega domnevnega učitelja in mojstra. Christus je svoje meščanske pravice v Bruggeju kupil leta 1444, natanko tri leta po Van Eyckovi smrti in izkoristil odlok Filipa Dobrega, ki je to dovoljeval moškim, ki so mu bili dolžni po Bruggškem uporu 1436–38. Če bi bil leta 1441 dejaven učenec v van Eyckovi delavnici v Bruggeu, bi državljanstvo samodejno prejel po običajnem obdobju enega leta in enega dne. Christus je bil morda van Eyckov naslednik v bruggški šoli, morda pa ne njegov učenec. Nedavne raziskave kažejo, da je bil Christus, ki je bil dolgo viden le v luči predhodnika, neodvisen slikar, čigar dela med drugim kažejo prav toliko vpliva Dirka Boutsa, Roberta Campina in Rogierja van der Weydna.
Ni znano, ali je Christus obiskal Italijo in prinesel slogovne in tehnične dosežke severnoevropskih slikarjev neposredno Antonellu da Messini in drugim italijanskim umetnikom, vendar je znano, da so njegove slike kupovali Italijani. Dokument, ki priča o prisotnosti Piera da Bruggia (Petrus iz Bruggea?) v Milanu, lahko nakazuje, da je to mesto obiskal istočasno kot Antonello, umetnika pa sta se morda celo srečala. To bi lahko povzročilo izjemne podobnosti med Portretom moža, ki ga pripisujejo Christusu v Muzeju umetnosti okrožja Los Angeles in mnogimi Antonellovimi portreti, vključno z domnevnim avtoportretom v Narodni galeriji v Londonu. Pojasnila bi tudi, kako so se italijanski slikarji učili o oljnem slikarstvu in kako so severni slikarji spoznavali linearno perspektivo. Antonello je bil skupaj z Giovannijem Bellinijem eden prvih italijanskih slikarjev, ki je uporabljal oljno barvo kot njegovi nizozemski sodobniki. Poleg tega je Christusova Devica na prestolu in otrok s svetniki Frančiškom in Hieronimom v Frankfurtu, na videz datirana v leto 1457 (tretja številka je nečitljiva), prva znana severnjaška slika, ki prikazuje natančno linearno perspektivo.
Leta 1462 sta Christus in njegova žena Gaudicine postala člana bratovščine Suhega drevesa , po kateri je lahko dobila ime njegovo slika Madona suhega drevesa. Bil je član ceha svetega Luke, dekan ceha pa leta 1471. V Bruggeu je umrl leta 1473 , čeprav Metropolitanski muzej umetnosti pravi, da je umrl leta 1475 ali 1476.
Hans Memling je nasledil Christusa kot naslednji veliki slikar v Bruggeu.

## Dela
Christus je ustvaril šest danes znanih podpisanih in datiranih del, ki so podlaga za druge atribucije. To so: Portret Edwarda Grymestona (posojen Narodni galeriji v Londonu, 1446), Portret kartuzijana (Metropolitanski muzej umetnosti, New York, 1446), tako imenovani Sv. Eligij v delavnici (Metropolitan Muzej umetnosti Robert Lehman, New York, 1449), Devica, ki doji otroka (zdaj v Koninklijk Museum voor Schone Kunsten, Antwerpen, 1449), tako imenovana Krila berlinskega oltarja z Oznanjenjem, Rojstvom in Poslednjo sodba (Gemäldegalerie, Staatliche Museen zu Berlin, 1452) in Devica na prestolu z otrokom, s svetima Hieronimom in Frančiškom (Stadelsches Kunstinstitut, Frankfurt na Majni, 1457?). Poleg tega je na parih tabel v Groeningovem muzeju v Bruggeu (na katerem so Oznanjenje in Rojstvo) z datumom 1452, vendar je njegova pristnost sumljiva.
Zdi se, da je kompozicija Objokovanja, ki je zdaj v Metropolitanskem muzeju umetnosti, tako močno navdihnila marmornati relief Antonella Gaginija v stolnici v Palermu, da obstaja domneva, da je bila slika morda naslikana za italijanskega kupca.
Pozno delo, zadržani Portret mladenke (ok. 1470, Berlin) spada med mojstrovine staronizozemskega slikarstva in predstavlja prelomno delo v razvoju staronizozemskega portreta. Portretiranke ne prikazuje več pred nevtralnim ozadjem, temveč v konkretnem prostoru, ki ga določajo opaž stene v ozadju. Christus je to obliko že izpopolnil v svojih dveh portretih iz leta 1446. Neznana ženska, katere izvrstna oblačila nakazujejo, da bi lahko prišla iz Francije, izžareva auro diskretnosti in plemenitosti, hkrati pa je videti silno elegantna.

## Galerija
- Edward Grimston, 1446. Narodna galerija, London. (sposojena od grofa Verulama)
- Portret kartuzijana, 1446. Metropolitanski muzej umetnosti, New York
- Sveti Eligij v delavnici, 1449. Metropolitanski muzej umetnosti, New York
- Rojstvo, 1452. Gemäldegalerie, Berlin
- Madona in otrok, 1460–65. Muzej Prado, Madrid
- Madona suhega drevesa, ok. 1462–65. Thyssen-Bornemisza Museum, Madrid
- Poslednja sodba, 1452. Gemäldegalerie, Berlin
- Portret mladeniča, ok. 1450-60. Narodna galerija, London
- Rojstvo, ok. 1460s. National Gallery of Art, Washington, D. C.